# Poblado prehistórico del Llano de la Virgen
La zona arqueológica del poblado prehistórico del Llano de la Virgen en el término municipal de Coín (Provincia de Málaga, España) se sitúa en la margen izquierda del río Pereila, en un cerro amesetado. 

## Descripción
Por los datos obtenidos de las investigaciones arqueológicas, se documenta la existencia de un asentamiento estable, en el que se ha desarrollado una economía mixta, con una incidencia significativa en la agricultura, desconociéndose datos más precisos sobre la ganadería, hasta que no se sepan los resultados de los estudios faunísticos. 
Asimismo, las evidencias arqueológicas apoyarían la idea de reconocer, en esta zona arqueológica, un establecimiento metalúrgico y la existencia de actividad textil. 
Las excavaciones arqueológicas, han puesto de manifiesto una potente estratigrafía, a través de la cual, se ha demostrado la existencia de una estructura defensiva y de habitación, en las que, debido a su grado de destrucción, no se han podido determinar sus características técnicas y formales, pero sí evidencian la presencia de una población estable. 
La existencia de dientes, de hoces, molinos de mano y grandes orzas de almacenamiento, demuestran la incidencia significativa que ha tenido la agricultura; desconociéndose los datos sobre la ganadería y la caza, hasta que no se completen los estudios faunísticos. El hallazgo de elementos en piedra pulimentada, cobre y escoria, apoyarían la idea de un establecimiento metalúrgico; así como, la actividad textil se documentaría a través de las pesas de telar. 
Los materiales, hallados en las investigaciones, permiten incluir este asentamiento dentro de los pertenecientes a la Edad del Cobre, con paralelos en el cerro de la Virgen, en Orce, y en Los Castillejos, en Montefrío, los dos en la provincia de Granada; con continuidad poblacional durante el cobre final y el bronce. 
Asimismo, y a través de las prospecciones arqueológicas superficiales, se han localizado estructuras funerarias asociadas al poblado de la Edad del Cobre y un despoblado de origen medieval.